# مريم فردانيان
كانت مريم فردانيان (المعروفة أيضًا باسم مارو نزاربيك) (بالأرمنية: Մարո Նազարբեկ) (وُلدت في 1864 وتُوفيت في 1941) ناشطة سياسية أرمنية وثورية في الإمبراطورية الروسية. كانت واحدة من مؤسسي الحزب الاجتماعي الديمقراطي في ولاية هانتشكيان.
من تبليسي، حيث ولدت، انتقلت مارو إلى باريس، ثم إلى جنيف، حيث درست في الجامعة المحلية. منذ عام 1887، كانت عضوًا في هيئة تحرير مجلة Hunchak واللجنة المركزية لحزب Hunchakian. في 1901-1904 قابلت فلاديمير لينين في باريس. من عام 1904 فصاعدًا، شاركت في أنشطة ثورية في الإمبراطورية الروسية. في عام 1910، ألقي القبض عليها وأرسلت إلى سيبيريا. بعد تأسيس القوة السوفيتية عادت إلى تيفليس.
في عام 1925 أصبحت عضوا في الحزب الشيوعي للاتحاد السوفياتي.

## انظر ايضاً
- هروش هاكوبيان

## الروابط الخارجية
- History of the S.-D. Hunchakian party
- Biography (in Russian)